# Isola Avian
L'isola Avian è un isolotto disabitato, situato a sud dell'isola Adelaide, al largo della Penisola Antartica in Antartide.

## Storia
Avvistata per la prima volta durante una spedizione polare francese tra il 1908 e il 1910, fu esplorata nel 1948 dalla Falkland Dependencies Survey (oggi British Antarctic Survey) e battezzata Avian Island in omaggio delle tante varietà di uccelli (avians) presenti sull'isola.

## Territorio
Situata a 400 metri di distanza dall'estremità sud dell'isola Adelaide, nella parte nord-orientale della baia Margherita, ha una forma simile a quella di un triangolo. La maggior parte dell'isola ha un'altitudine di 10 metri, mentre nella parte sud si innalza fino a 40 metri per terminare con scogliere sul mare. L'isola è prevalentemente rocciosa, con coste frastagliate e scogli, anche se sui lati est e nord ci sono delle spiagge basse e accessibili. È solitamente priva di ghiacci durante l'estate.

## Flora
Sull'isola non sono presenti piante angiosperme, ovvero piante con fiori, ma c'è una ricca varietà di licheni come Cladonia fimbriata, Cladonia gracilis e Physcia caesia, e nove specie di muschi, tra cui Andreaea depressinervis, Bryum argenteum, Ceratodon purpureus e Warnstorfia fontinaliopsis.

## Fauna
L'isola ospita sette specie di uccelli nidificanti: il pinguino di Adelia (Pygoscelis adeliae), in una delle colonie più numerose della Terra di Palmer, 35.000 coppie, il cormorano antartico (Leucocarbo bransfieldensis), l'ossifraga del Sud (Macronectes giganteus), il gabbiano del Kelp (Larus dominicanus), l'uccello delle tempeste di Wilson (Oceanites oceanicus), lo stercorario di McCormick (Stercorarius maccormicki) e lo stercorario antartico (Stercorarius antarcticus). Altre specie di uccelli non nidificanti che frequentano l'isola sono la sterna antartica (Sterna vittata), il petrello delle nevi (Pagodroma nivea) e il fulmaro antartico (Fulmarus glacialoides). Segnalata anche la presenza occasionale del petrello antartico (Thalassoica antarctica), della procellaria del capo (Daption capense), del pinguino reale (Aptenodytes patagonicus) e del pigoscelide antartico (Pygoscelis antarcticus).
L'isola è frequentata da diverse specie di mammiferi come la foca di Weddell (Leptonychotes weddellii), l'elefante marino del Sud (Mirounga leonina), la foca leopardo (Hydrurga leptonyx) e l'otaria orsina antartica (Arctocephalus gazella).

## Conservazione
L'intera isola è stata identificata da BirdLife International come Important Bird and Biodiversity Area (IBA), per la varietà delle specie di uccelli che vi vivono. È protetta dal Trattato Antartico come Area Specialmente Protetta dell'Antartide (ASPA 117).